# 下五結
下五結，是臺灣宜蘭縣五結鄉的一個地名，位於該鄉中西部。相較於今日行政區，其範圍大致為五結村不含東南部五結聚落。

## 歷史
台灣清治末期，下五結地區為一街庄，稱為「下五結庄」，隸屬於二結堡。該庄東北及東與下三結庄為鄰，東南邊一小段與中一結庄為鄰，南與頂五結庄為鄰，西邊及西北邊為四結庄，北邊東側一小段與頂三結庄為界。
1901年（日明治三十四年）11月，該庄隸屬於宜蘭廳，編入第十五區。1905年（明治三十八年）7月，該區改名為「二結區」。1920年（大正九年），該庄改制為「下五結」大字，隸屬於臺北州羅東郡五結庄。
戰後五結庄改制為五結鄉，隸屬於臺北縣，大字亦改制為村。1950年10月，北、基、宜分治，五結鄉改隸屬於宜蘭縣。

## 聚落
本地區發展較早的聚落為下五結，在日治期初期的官方地圖上已有記載。此外，本地區尚有姓楊仔底、國民等聚落。

## 交通
國道5號又稱「北宜高速公路」，是橫跨台灣東西部的高速公路，大致以縱向轉北北西—南南東走向蜿蜒經過下五結地區東部。由該道路向北可前往宜蘭、礁溪、頭城西南部、坪林、石碇、南港並止於國道3號南港系統交流道，向南南東可前往羅東東南部、冬山東部、蘇澳等地。
鄉道宜24線（中興路二段～一段）是羅東鎮仁愛里至五結的道路，也是本地區主要的橫向道路，大致以西北西—東南東走向經過本地區。由該道路向西北西轉西可前往四結並止於其西部邊界地帶的縣道196號路口，向東南東可前往頂五結東部的五結市中心並止於近本地區邊界的鄉道宜25線路口。
鄉道宜25線（五結中路二段）是二結至冬山的道路，大致以西北西—東南東走向轉西北—東南走向再轉縱向蜿蜒經過本地區東部邊界地帶。由該道路向西北西可前往下三結西南部、頂三結、二結中部偏西南並止於省道台9線路口，向南可前往頂五結東部（五結市區）、大埔西部、鐤橄社、打那岸東部、月眉東部、武淵、武罕與三堵邊界地帶、珍珠里簡、冬山市區並止於鄉道宜30線路口。
鄉道宜27線（國民中路、國民南路）是三吉至五結的道路，大致以縱向經過本地區東部。由該道路向北可前往下三結中北部並止於鄉道宜22線路口，向南可前往頂五結東部的五結聚落（五結市區）西郊並止於縣道196號路口。
鄉道宜29線（仁武路三段～一段）是三結至中福的道路，大致以縱向經過本地區中部偏西地帶。由該道路向北可前往四結最東端（下四結）、頂三結東部、下三結西北部並止於鄉道宜22線路口，向南可前往頂五結中部偏西並止於縣道196號路口。
鄉道宜31線（大興路）是溪底城至興盛的道路，大致以縱向經過本地區西部。由該道路向北可前往四結東部、頂三結、二結東部並止於鄉道宜22線路口，向南可前往頂五結西部並止於縣道196號路口。

## 學校
- 宜蘭特殊教育學校
- 五結國小（部分）